# Caudete
Caudete ist eine Stadt und eine Gemeinde (municipio) mit 10.249 Einwohnern (Stand: 2024) in der Provinz Albacete in der Autonomen Region Kastilien-La Mancha im Südosten Spaniens. Die Stadt liegt an der Ruta de la Lana, einem mittelalterlichen Handels- und Pilgerweg.

## Lage und Klima
Caudete liegt im Südosten Neukastiliens in einer Höhe von ca. 560 m. Das Klima im Winter ist gemäßigt, im Sommer dagegen warm bis heiß; die eher geringen Niederschlagsmengen (ca. 420 mm/Jahr) fallen – mit Ausnahme der nahezu regenlosen Sommermonate – verteilt übers ganze Jahr.

## Bevölkerungsentwicklung
| Jahr      | 1857  | 1900  | 1950  | 2000  | 2019  |
| Einwohner | 6.413 | 5.913 | 7.862 | 8.995 | 9.963 |

Aufgrund der Zuwanderung aus ländlichen Regionen infolge der Mechanisierung der Landwirtschaft, der Aufgabe bäuerlicher Kleinbetriebe und des daraus resultierenden Verlusts von Arbeitsplätzen ist die Einwohnerzahl der Gemeinde seit Beginn des 19. Jahrhunderts langsam aber stetig angewachsen (Landflucht).

## Wirtschaft
War die Stadt früher hauptsächlich agrarisch und in geringem Umfang merkantil orientiert, so spielen heute Handel, Handwerk, Industrie und das Dienstleistungsgewerbe die dominierenden Rollen. Wichtigste landwirtschaftliche Produkte sind Wein, Oliven und Mandeln; daneben gibt es eine lederverarbeitende Kleinindustrie. Die Stadt ist seit dem Jahr 1858 an das spanische Eisenbahnnetz und seit etwa 2012 über die Autovía A-33 und die Autovía A-31 an das spanische Autobahnnetz angeschlossen.

## Geschichte

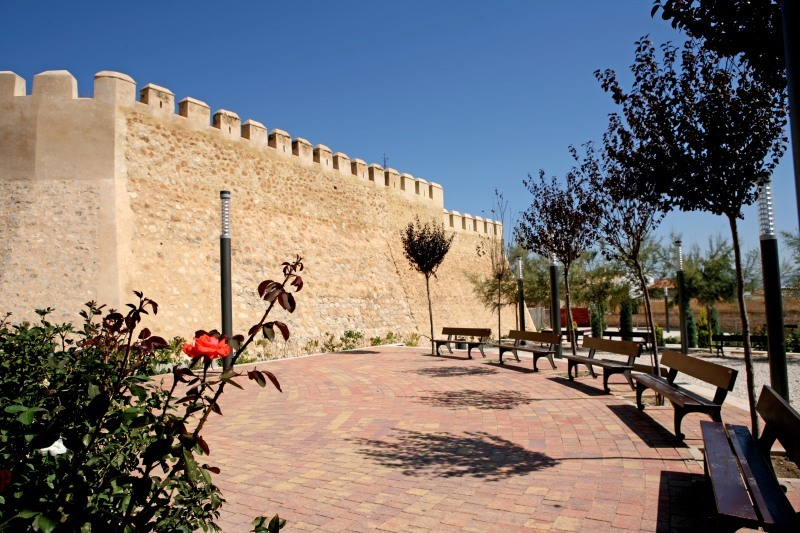
Castillo de Caudete

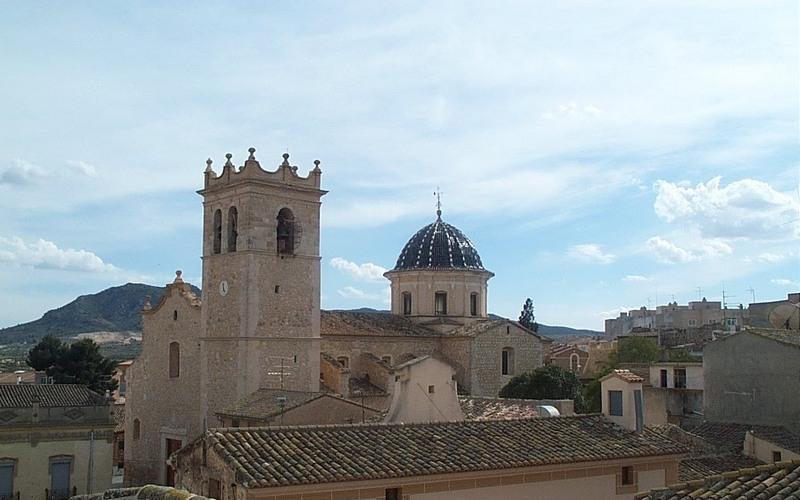
Iglesia de Santa Catalina

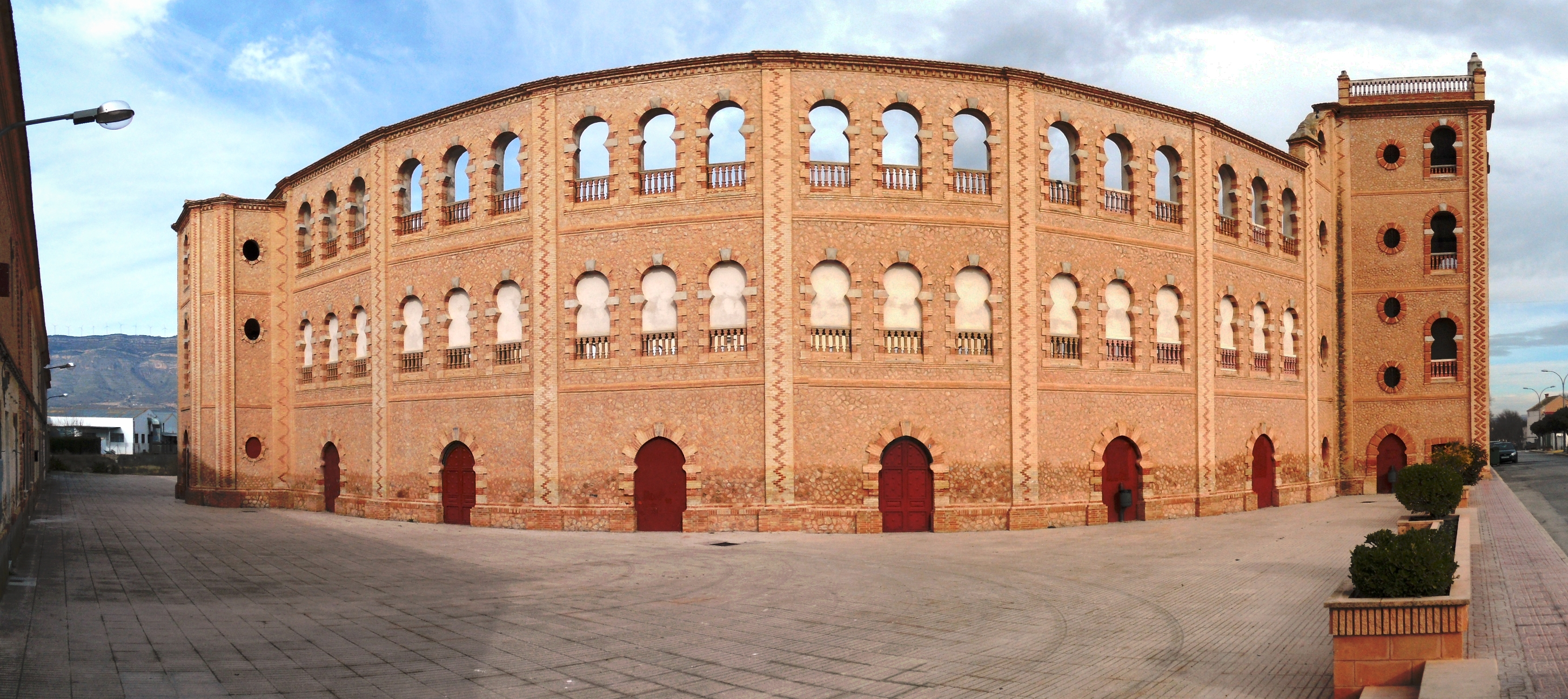
Plaza de Toros

Es gibt Funde aus iberischer Zeit wie die Dama de Caudete und Reste von Tierfiguren. In römischer Zeit lag der Ort an der Via Augusta. In der Zeit der islamisch-maurischen Herrschaft gehörte Caudete lange Zeit zum Einflussbereich von Villena und hatte mehrere Moscheen. Nach der Rückeroberung (reconquista) durch die Christen im Jahr 1240 durch die Truppen Jaimes von Aragón war das Gebiet lange Zeit zwischen den Königreichen Kastilien und Aragón umstritten, wovon wiederum viele mudéjares profitierten, die auch noch nach der Vertreibung der Muslime hier leben konnten.

## Sehenswürdigkeiten
- Die möglicherweise erst im 12. Jahrhundert von den Mauren erbaute Festung (castillo) steht mitten in der Stadt; sie wurde im 14./15. Jahrhundert im Rahmen des Konflikts zwischen Kastilien und Aragón umgebaut und mit geböschten Mauern versehen.[5]
- Mit dem Bau der dreischiffigen Iglesia de Santa Catalina wurde im 14. Jahrhundert begonnen; der Glockenturm (campanario) wurde im Jahr 1499 fertiggestellt und die Vierungskuppel stammt aus einer Umbaumaßnahme des 18. Jahrhunderts. Mit Ausnahme von Kuppel und Chorbereich ist die Kirche rippengewölbt. Hinter dem Altarretabel (retablo) befindet sich ein sogenannter camarín.[6]
- Die auf drei Bögen ruhende Sala de la Villa wurde in den Jahren 1759–64 erbaut. Sie schließt dem Platz vor der Kirche architektonisch ab. Im Innern finden sich Gemälde lokaler Künstler.[7]
- Das Santuario de la Virgen de Gracia entstand im 15. Jahrhundert; der Bau wurde jedoch um die Mitte des 18. Jahrhunderts tiefgreifend umgestaltet und mit einem camarín versehen. Die neogotische Fassade stammt aus dem beginnenden 20. Jahrhundert. Im Innern befinden sich 6 Gemälde des einheimischen Künstlers José Perez Gil.[8]
- In den Jahren 1907/08 wurde die neogotische Kirche San Francisco de Asís als Kapelle eines Waisenhauses erbaut. Sie war gleichzeitig als Grablege der Stifter Francisco Albalat und seiner Gemahlin Helénè de Caix gedacht.[9]
- Die im Jahr 1910 fertiggestellte und überwiegend aus Bruch- und Ziegelsteinen im neomaurischen Stil erbaute Stierkampfarena (plaza de toros) gehört zu den schönsten Spaniens. Sie wird heute überwiegend für Musikveranstaltungen genutzt.[10]

## Persönlichkeiten
- José Pérez Gil (1918–1998), Maler